# O Totem do Lobo
O Totem do Lobo (狼图腾) é um romance semi-autobiográfico sobre as experiências de um jovem estudante de Pequim, que é enviado para o interior da Mongólia em 1967, no auge da Revolução Cultural Chinesa. O autor, Lü Jiamin, escreveu o livro sob o pseudônimo de Jiang Rong, sua verdadeira identidade só se tornou conhecida publicamente vários anos após à publicação do livro.

## Prêmios
- Man Asian Literary Prize - Novembro de 2007[2]